# Dasybasis rageaui
Dasybasis rageaui är en tvåvingeart som beskrevs av M. Josephine Mackerras 1962. Dasybasis rageaui ingår i släktet Dasybasis och familjen bromsar. Inga underarter finns listade i Catalogue of Life.